# Stazione di Onigu
La stazione di Onigu era una fermata ferroviaria nel territorio comunale di Samatzai, lungo la ferrovia Cagliari-Isili.

## Storia
Realizzata nel secondo dopoguerra dalle Ferrovie Complementari della Sardegna nelle campagne a sud-est di Samatzai, la fermata risultava in uso negli anni sessanta, e fu attiva per buona parte della sua storia come fermata a richiesta. Passata nel 1989 alle Ferrovie della Sardegna, la struttura venne ancora impiegata nel decennio successivo prima di essere dismessa.

## Strutture e impianti
L'impianto, di cui non permangono tracce, si configurava come una fermata passante in linea e dal punto di vista ferroviario comprendeva il solo binario di corsa a scartamento ridotto da 950 mm, con annessa banchina, quest'ultima smantellata in occasione dei lavori di sostituzione dell'armamento eseguiti lungo la ferrovia nel 2010.

## Movimento
Lo scalo fu servito dai treni viaggiatori delle FCS ed in seguito delle FdS: data la posizione isolata ed i bassi volumi di traffico fu per buona parte della sua storia attivo solo come fermata a richiesta, tuttavia negli anni novanta la sosta a Onigu risultava prescritta dagli orari di servizio.